# Fiul Omului
Fiul Omului este un roman distopic al scriitoarei de origine britanică PD James, publicat în 1992. Acțiunea romanului se desfășoară în Anglia anului 2021, și are ca problemă centrală  infertilitatea populației, fapt  care duce la  depopularea constantă a țării și a planetei.
Cartea a primit recenzii pozitive din partea  criticii, cum ar fi Caryn James de la The New York Times, care a numit-o „minunat de bogată” și „o analiză tranșantă a politicii și a puterii care vorbește urgent”.  Academicianul Alan Jacobs a spus: „Din toate romanele lui James, Fiul Omului se remarcă prin critica socială și prin reflecția  teologică ”. 

## Complot
Romanul are forma unui  jurnal  ținut de dr. Theodore „Theo” Faron, un profesor de la Oxford, vocile narative alternează între persoana a treia și persoana întâi  .
Romanul se deschide cu prima intrare din jurnalul lui Theo în 2021, dar evenimentele romanului  încep în 1995, un an numit Omega—anul Sfârșitului, când pe Pământ apar  ultimii  copii născuți. În 1994, numărul de spermatozoizi la bărbați  a scăzut la zero și, în lipsa unor  descoperiri științifice semnificative, omenirea se confruntă  cu dispariția iminentă. Ultimii oameni născuți se numesc „Omegas”, „o rasă aparte” care se bucură de privilegii. Theo scrie că ultima ființă umană născută pe Pământ a fost ucisă într-o ceartă la cârciumă.
În 2006, Xan Lyppiatt, vărul bogat și carismatic al lui Theo, devine conducătorul  Angliei după ultimele alegeri generale. Lyppiatt desființează democrația profitând de faptul că locuitorii și-au pierdut orice interes pentru politică. El este numit despot și tiran de către adversarii săi, dar noua societate este denumită oficial egalitaristă .
Theo este abordat de o femeie pe nume Julian și invitat la o întâlnire cu grupul  de dizidenți ,Cei Cinci Pești. Theo se întâlnește cu dizidenții într-o biserică izolată. Rolf, liderul lor și soțul lui Julian, este ostil, dar ceilalți — Miriam ( fostă moașă ), Gascoigne (un bărbat dintr-o familie de militari), Luke (un fost preot ) și Julian — sunt prietenoși. Grupul vrea ca Theo să-l abordeze pe Xan în numele lor și să ceară diverse reforme, inclusiv revenirea la un sistem  democratic. În timpul discuțiilor lor, pe când  Theo se pregătește să se întâlnească cu Xan, cititorul află despre situația din Regatul Unit în anul  2021:
- Omega sunt descriși ca fiind frumoase ( femeile) și arătoși ( bărbații), dar răsfățați și egoiști, violenți, îndepărtați și instabili din cauza tinereții și stilului lor de viață luxos.  Ei îi privesc pe non-Omega (bătrânii) cu dispreț nedisimulat, dar nu sunt pedepsiți pentru asta. Potrivit zvonurilor, alte țări sacrifică personajele Omega în ritualuri de fertilitate.
- Datorită infertilității globale, animalele nou-născute (cum ar fi pisoii și cățeii) sunt îndrăgite și tratate ca bebeluși, împinse în cărucioare și îmbrăcate în haine pentru copii. Cea mai recentă tendință din Londra este de a avea ceremonii elaborate de botez pentru animalele de companie nou-născute.
- Țara este guvernată de un decret al Consiliului Angliei, care este format din cinci persoane. Parlamentul are doar rol consultativ. Scopurile Consiliului sunt (1) protecție și securitate, (2) confort și (3) plăcere, corespunzătoare promisiunilor directorului de: (1) eliberarea de frică, (2) eliberarea de nevoi și (3) eliberarea de plictiseală.
- Grenadierii, fost un regiment de elită în forțele armate britanice, sunt armata privată a conducătorului. Poliția Secretă de Stat (SSP) asigură executarea decretelor Consiliului.
- Instanțele mai există, dar juriile au fost desființate. În „noua guvernare”, inculpații sunt judecați de un judecător și doi magistrați. Toți criminalii condamnați sunt aruncați într-o colonie penitenciară de pe Insula Man . Nu există amnistie, evadarea este aproape imposibilă, vizitatorii sunt interziși și prizonierii nu pot scrie sau primi scrisori.
- Fiecare cetățean trebuie să posede abilități care i-ar putea asigura supraviețuirea în condițiile în care ar rămâne unic supraviețuitor, de exemplu creșterea animalelor, munca  câmpului.
- Muncitorii străini sunt ademeniți în țară și apoi exploatați. Tineri, de preferat Omega, din țările mai sărace vin în Anglia să lucreze . Acești „Omega străini” sau „călători” sunt importați pentru a face muncile nedorite. Sunt trimiși înapoi la vârsta de 60 de ani („repatriați forțat”). Omega britanici nu au voie să emigreze pentru a preveni pierderea  forței de muncă.
- Cetățenii în vârstă/ infirmi au devenit o povară; căminele de bătrâni sunt pentru puțini privilegiați. De la ceilalți se așteaptă sau sunt  forțați să se sinucidă în așa zisele „Quietus” (debarcadere de înec în masă) la vârsta de 60 de ani.
- Statul a deschis „centre de pornografie ” și a instalat emițătoare speciale care emit radiații menite să crească libidoul. De două ori pe an, femeile sănătoase sub 45 de ani trebuie să se supună unui examen ginecologic, iar majoritatea bărbaților trebuie să-și testeze  numărul de spermatozoizii, pentru a menține speranța vie.

Întâlnirea lui Theo, cu plenul Consiliului Angliei și cu Xan nu merge bine. O parte din membri sunt supărați pe el pentru că a demisionat din funcția de consilier al lui Xan,în loc  să împărtășească cu aceștia responsabilitatea de a guverna Regatul Unit. Xan presupune că sugestiile lui Theo au venit de la alții și îi explică lui Theo că va lua măsuri împotriva dizidenților.
Cei Cinci Pești , grupul disident, distribuie un pliant care detaliază cererile lor. SSP îl vizitează pe Theo. Iar Theo o întâlnește pe Julian în piață la scurt timp după aceea, oferindu-și sprijinul pentru cauză. În aceiași noapte  Theo pleacă pe continent în vacanță. 
La scurt timp după întoarcerea lui Theo, Miriam îi spune că Gascoigne a fost arestat în timp ce încerca să  arunce în aer un debarcader Quietus. Ceilalți disidenți sunt pe cale să fugă, iar Julian vrea să îl întâlnească deoarece  este însărcinată. Theo crede că Julian se înșală, dar Julian îl invită pe Theo să asculte bătăile inimii copilului ei.
În timpul zborului, Luke este ucis în timp ce încerca să o protejeze pe Julian. Aceasta declară că tatăl copilului este Luke. Rolf se supără crede că el ar trebui să conducă Regatul Unit în locul lui Xan,  și  abandonează grupul pentru a-l anunța pe Director.
Grupul se îndreaptă către o baracă pe care o știe Theo. Miriam o ajută pe Julian să nască  un băiat, nu o fată, așa cum crezuse Julian. Miriam merge să găsească mai multe provizii și întârzie. Theo o caută și o găsește pe Miriam moartă, strangulată  într-o casă din apropiere. Theo se întoarce la Julian, dar curând în împrejurimi apare Xan.
Theo și Xan se duelează cu pistoalele. Plânsetul brusc al bebelușului îl distrage pe Xan. Theo  trage și îl ucide pe Xan. Ia  de pe degetul lui Xan Inelul de încoronare, simbol al autorității  pe care Xan îl purta și pare gata să devină noul lider al Regatului Unit. Copilul este prezentat celorlalți  membri ai Consiliului  și  Theo îl botează.

## Adaptare
În 2006, a fost lansată o adaptare cinematografică de către regizorul mexican Alfonso Cuarón, cu Julianne Moore și Clive Owen în rolurile principale. Cuarón a folosit cartea ca punct de plecare pentru a aborda probleme contemporane,  tratamentul refugiaților în țările de adopție .   Filmul a fost bine primit. Potrivit lui Cuarón, PD James a declarat pentru studiourile Universal că este mândră că este asociată cu acesta, în ciuda modificărilor textului original.  

## Observații critice
Pe 5 noiembrie 2019, BBC News a inclus Fiul Omului pe lista celor mai influente 100 de romane . 
În România cartea apare în anul 1995 la Editura RAO

## Vezi si
- Greybeard (1964) de Brian Aldiss, un roman științifico-fantastic plasat pe un Pământ cu o populație îmbătrânită și sterilă
- Povestirea cameristei (1985), un roman distopic al autoarei canadiane Margaret Atwood
- Ciuma albă Arhivat în 2 mai 2023, la Wayback Machine. (1982) de Frank Herbert, un roman științifico-fantastic în care o armă dedicată bio-terorismului ucide toate femeile de pe pământ, supunând întreaga rasă umană riscului de dispariție.
- Top 8 cele mai bune distopii scrise vreodată Marinescu Ioana
- 35 de distopii celebre
- Fiul omului, încotro? recenzie de Marius Stan